# Манден, Боб
Роберт «Боб» Манден (англ. Robert "Bob" Munden; 8 февраля 1942 — 10 декабря 2012) — американский стрелок-шоумен, выступавший с револьверами, винтовками и дробовиками. Известен как обладатель 18 мировых рекордов в дисциплине Fast Draw и как обладатель титула «Самый быстрый человек с ружьем, который когда-либо жил», присуждённым ему «Книгой рекордов Гиннесса».
Манден родился в Канзас-Сити, штат Миссури, США и начал карьеру в возрасте 11 лет в Южной Калифорнии. Начиная со средней школы, Боб участвовал в соревнованиях по стрельбе Big Bear «Leatherslaps» Джеффа Купера в Биг-Бэр-Лейк, штат Калифорния, в 1950-х годах. В конечном итоге Leatherslaps стали «Юго-западной лигой боевого пистолета» (South Western Combat Pistol League, SWCPL). Когда Мандену исполнилось 16 лет, он занял второе место в Leatherslap 1958 года, стреляя из Colt .45 Single Action, позаимствованного у Купера. Он утверждал, что выиграл более 3500 трофеев.
После начала «выставочной» карьеры Манден провёл много демонстраций для зрителей по всей стране, однажды совместно с Джоном Сеттервайтом. Манден также проводил демонстрации на съёмках различных телешоу по всему миру, в том числе для шоу Stan Lee's Superhumans на History Channel, American Shooter, Shooting USA, Shooting USA’s Impossible Shots и Ripley’s Believe It or Not. Манден также был оружейным мастером.

## Споры вокруг достижений
В Книге рекордов Гиннесса Боб Манден упоминался в 1980 году и в предыдущих изданиях как «Самый быстрый человек с ружьем, который когда-либо жил», но в последующих изданиях книги сведения о Мандене были исключены, чтобы книга могла быть утверждена в качестве справочного источника для школьных библиотек. Это привело к спорам о реальности его достижений. Критики Мандена утверждают, что они недостаточно документированы, и что в настоящее время за Манденом не закреплён официальный мировой рекорд Fast Draw. Эта дисциплина включает в себя несколько событий, каждое со своим мировым рекордом. Рекорд с самым коротким временем — открытый фристайл с одним выстрелом (с использованием лёгкого оружия), принадлежит Эрни Хиллу из Личфилд-парка, штат Аризона, его время 0,208 секунды. Достижения Мандена воспринимаются скептически в основном из-за отсутствия письменных доказательств его рекордов, а также 3500 трофеев, которыми он любил хвастаться.

## Stan Lee’s Superhumans
В возрасте 68 лет Боб Манден появился в передаче Stan Lee’s Superhumans. Во время записи программы была измерена нагрузка на его запястье в момент, когда он выхватывает револьвер, она составила 10g. На демонстрации, используя револьвер Colt .45 одинарного действия, он выстрелил в два шара с расстояния в шесть футов (2 метра) менее чем за 1/10 долю секунды.

## Смерть
По словам его жены Бекки, у Боба начались боли в груди, когда они возвращались домой в Бьютт из больницы в Мизуле, где Манден проходил лечение после лёгкого сердечного приступа. Когда они находились уже на значительном расстоянии от больницы, Манден передал жене руль и скончался.